# Pediobius iwatai
Pediobius iwatai är en stekelart som beskrevs av Kamijo 1983. Pediobius iwatai ingår i släktet Pediobius och familjen finglanssteklar. Inga underarter finns listade i Catalogue of Life.